# Adiantum pearcei
Adiantum pearcei är en kantbräkenväxtart som beskrevs av Rodolfo Amando Philippi. Adiantum pearcei ingår i släktet Adiantum och familjen Pteridaceae. Inga underarter finns listade.